# 고사항
고사항은 경상남도 남해군 설천면 진목리, 고사마을 인근에 있는 어항이다. 2002년 8월 6일 어촌정주어항으로 지정하여 관리하고 있다. 시설관리자는 남해군수이다.

## 어항 연혁
- 옛날에는 고사(高士)로 표기했으나, 마을 뒷산에 '고사독서혈(高士讀書穴)'이라는 명지가 있어 고사(高士)로 불렸다고 한다.

## 어항 시설
- 선착장 L=100m, B=5.5m

## 주요 어종
- 감성돔, 도다리, 노래미, 바지락 등